# Оскар Бонфиљо
Оскар Бонфиљо Мартинез (Сонора, 5. октобар 1905 — 4. новембар 1987) био је мексички фудбалски голман и Олимпијац, који је играо за репрезентацију Мексика на Светском првенству 1930.

## Каријера
Бонфиљо је био први голман који је савладан у историји Светског купа, поготком француског нападача Лисјена Лорана. У два меча примио је 10 голова: највише на турниру. У то време је играо за клуб ФК Марта. Бонфиљо је задобио повреду и повукао се из игре у 28. години.
Бонфиљо је играо за Мексико на Летњим олимпијским играма у Амстердаму 1928. године.

## Личне информације
Бонфиљо је отац глумца Оскара Морелија. Бонфиљо је заслужан за оснивање мексичког фудбалског клуба Ирапуато 1948. године